# Duomyia octoseta
Duomyia octoseta är en tvåvingeart som beskrevs av Mcalpine 1973. Duomyia octoseta ingår i släktet Duomyia och familjen bredmunsflugor. Inga underarter finns listade i Catalogue of Life.